# Twisted Metal (2012)
Twisted Metal ist ein kampforientiertes Rennspiel, das von Eat Sleep Play entwickelt und von Sony Computer Entertainment ausschließlich für die PlayStation 3 veröffentlicht wurde. Der Titel stellt den achten Teil der vor allem in Nordamerika erfolgreichen Twisted-Metal-Reihe dar. Er erschien in Nordamerika am 14. Februar 2012, drei Wochen später in Australien und kurz danach auch in Europa.

## Spielprinzip

### Allgemein
Twisted Metal kombiniert Prinzipien eines Rennspiels mit denen eines Third-Person-Shooters. Der Spieler steuert auf einem abgesperrten Gebiet ein Fahrzeug und versucht dort, gegnerische Fahrzeuge zu zerstören. Alle Fahrzeuge sind standardmäßig mit Maschinengewehren bewaffnet, die über unendliche Munition verfügen. Zusätzlich wurden aber auch einige Spielmodi implementiert, die sich an herkömmlichen Rundkursrennen orientieren.

### Rennverlauf
Zu Beginn eines Rennes werden die teilnehmenden Fahrzeuge an zufälligen Startpositionen auf der Karte in gewissem Mindestabstand zueinander platziert. Anschließend erfolgt der Start und die am Rennen teilnehmenden Fahrzeuge dürfen das Gebiet frei abfahren und Jagd auf ihre Gegner machen.
Da die Maschinengewehre nur wenig Schaden an gegnerischen Fahrzeugen anrichten, sind die Fahrer darauf angewiesen, stärkere Waffen gegen die Gegner zu finden. Diese sind an mehreren Orten auf der Strecke verteilt und können von jedem Fahrer aufgesammelt werden. Zu diesen zusätzlichen Waffen zählen u. a. Granaten, Napalm und Sprengsätze. Jedes Fahrzeug besitzt zusätzlich noch eine individuelle Waffe, deren Vorrat sich mit der Zeit automatisch regeneriert. Außerdem sind diverse Reparatur-Kits auf dem Kampfgebiet verteilt, die zur Beseitigung
von Schäden dienen.

## Rezeption
Bei Metacritic kommt das Spiel auf 76 Punkte.
Twisted Metal bietet  Action und eine unterhaltsame Einzelspieler-Kampagne sowie unglaubliche Multiplayer-Unterstützung, schwächelt jedoch in Bezug auf die Story und das Lock-On-System, findet IGN. GamesRadar attestiert Twisted Metal, dem Erbe der Serie treu zu bleiben. Es sei perfekt, um es mit Freunden zu genießen und es belohne schnelles Fahren und Zerstören von Feinden. Daher handele es sich trotz mehrerer Schwächen um ein starkes Comeback der Serie. Eurogamer sagt, Twisted Metal hätte mehr Entwicklungszeit benötigt.